# Сердце… сердце…
«Сердце… сердце…» (азерб. Ürək… Ürək…) — советская мелодрама с элементами драмы 1976 года производства киностудии Азербайджанфильм, представляющая собой экранизацию пьесы Рустама Ибрагимбекова «Это как сок».

## Синопсис
Фильм рассказывает об умных чувствах гармонической координации и проблемах человека, а также вопросах психологии. Фильм посвящён актуальным вопросам современной морали. Герой Мурад имеет семью и хорошую должность, но случайно из-за порыва настроения он очень хочет всё бросить. В глубине души восстаёт то чувство любви, то чувство равнодушия.

## Создатели фильма

### В ролях (озвучивание)
- Гасан Турабов — Мурад
- Любовь Виролайнен — Лена (Амина Юсифкызы)
- Евгений Киндинов — Рамиз (Шахмар Алекперов)
- Валентина Асланова — Солмаз (Офелия Санани)
- Гамлет Курбанов — Мамедов (Гасан Аблуч)
- Фазиль Салаев — слесарь
- Алмас Аскерова — Лала (Амалия Панахова)
- Эльхан Касумов — Гагаш (Алиаббас Гадиров)
- Эльдар Азимов

### Административная группа
- Оригинальный текст и автор сценария: Рустам Ибрагимбеков
- Режиссёр-постановщик: Эльдар Кулиев
- Рператор-постановщик: Ариф Нариманбеков
- Композитор: Полад Бюль-Бюль оглы
- Авторы текстов песен: Фикрет Годжа (азербайджанская песня), Е. Рязанцев (русская песня)